# 锈毛忍冬
锈毛忍冬（学名：Lonicera ferruginea）为忍冬科忍冬属的植物，是中国的特有植物。分布于中国大陆的贵州、福建、四川、江西、广东、云南、广西等地，生长于海拔600米至2,000米的地区，一般生长在山坡疏、密林中和灌丛中，目前尚未由人工引种栽培。

## 别名
老虎合藤（广东从化）